# Hakim Ouro-Sama
Hakim Ouro-Sama (28 dicembre 1997) è un calciatore togolese, difensore svincolato della nazionale togolese.

## Carriera

### Club
Ha giocato nella prima divisione togolese.

### Nazionale
In nazionale ha esordito nel 2016 ed è stato convocato per la Coppa d'Africa 2017.